# Монастир Сера
Монастир Сера (тибет. སེ་ར་དགོན་པ, Вайлі: se ra dgon pa «Монастир диких троянд»; китайська: 色拉寺; піньїнь: Sèlā Sì) — один із «великих трьох» монастирів університету Гелуг у Тибеті, розташований 1,25 милі (2,01 км) на північ від Лхаси та приблизно 5 км (3,1 милі) на північ від Джокханга. Два інших — монастир Ганден і монастир Дрепунг. Походження його назви пояснюється тим фактом, що під час будівництва пагорб позаду монастиря був вкритий квітучими дикими трояндами (або «сера» по-тибетськи).
Початковий монастир Сера відповідає за близько 19 скитів, включаючи чотири жіночі монастирі, які всі розташовані в передгір'ях на північ від Лхаси.
Монастир Сера, як комплекс споруд із Великою залою зборів і трьома коледжами, був заснований у 1419 році Джамченом Чоджеєм із Сак’я Єше з Зел Гунгтанга (1355–1435), учнем Дже Цонкапи. Під час повстання 1959 року в Лхасі монастир Сера зазнав серйозної шкоди, його коледжі були зруйновані, а сотні монахів убиті. Після того, як Далай-лама знайшов притулок в Індії, багато монахів Сери, які пережили напад, переїхали до Білакуппе в Майсурі, Індія. Після перших труднощів вони заснували паралельний монастир Сера з коледжами Сера Ме та Сера Дже та Великим залом зібрань за аналогією з початковим монастирем за допомогою уряду Індії. Зараз у Сера, Індія, проживає 3000 або більше ченців, і ця спільнота також поширила свою місіонерську діяльність у кількох країнах, заснувавши центри Дхарми, поширюючи знання про буддизм.
Монастир Сера в Тибеті та його аналог у Майсурі, Індія, відомі своїми дискусійними сесіями.

## Початок

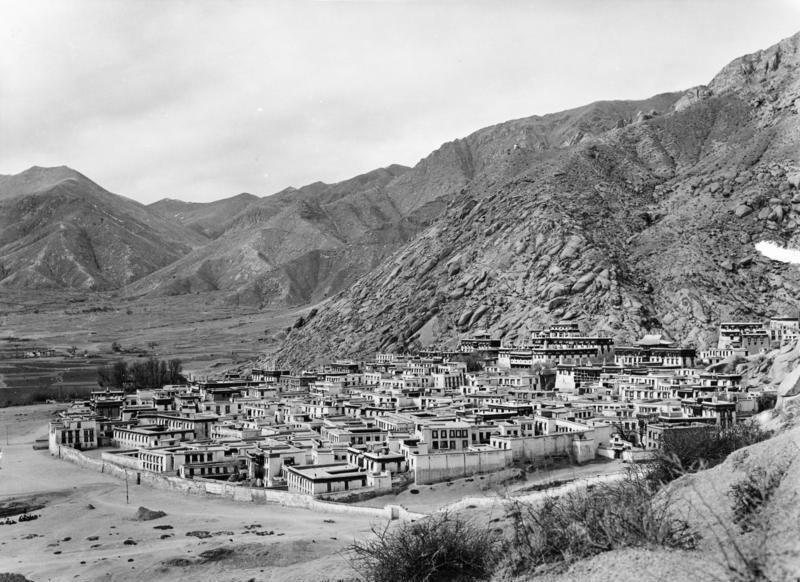
Монастир Сера в 1938 році

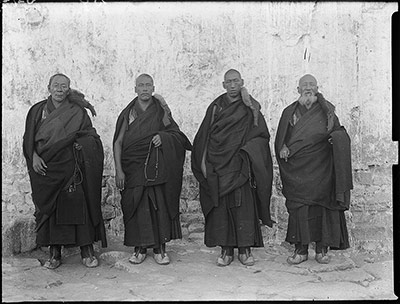
Настоятелі Серського монастиря, 1920-1921

Оригінальний монастир Сера — це комплекс споруд, заснований у 1419 році Джамченом Чоджей Сак’я Єше з Зел Гунгтанга (1355–1435), учнем Дже Цонкапи. Перш ніж заснувати цей монастир, Цонкапа за сприяння своїх учнів встановив скити на високих висотах над скитом Сера Утсе.
Комплекс Sera ділиться шляхами на два сектори; східна частина містить Великий зал зборів і житла, а західна частина має три добре відомі коледжі: Сера Дже Драцанг, Сера Ме Драцанг; і Ngakpa Dratsang, усі засновані Цонкапою як монастирські університети, які обслуговували монахів віком від 8 до 70 років. Усі споруди в цьому комплексі утворювали паломницьку ланцюг за годинниковою стрілкою, починаючи з коледжів (у зазначеному порядку), за якими слідували зали, житлові приміщення і, нарешті, закінчуючись скитом Цонкапи над Великим залом зборів.
Коледжі Jé і Mé були створені для підготовки монахів за 20-річною програмою tsennyi mtshan nyid grwa tshang (філософських знань), яка завершується ступенем геше. Коледж Нгакпа, який передував двом іншим коледжам, був виключно присвячений практиці тантричного ритуалу. До 1959 року адміністрація кожного коледжу складалася з абата з радою з десяти лам для кожного коледжу.
З роками монастир перетворився на скит, де проживало близько 6000 ченців. Монастир був одним із найкращих місць у Тибеті для проведення дебатів, які проводилися за фіксованим розкладом. Монастир належить ордену Гелуг і був одним із найбільших у Лхасі. У 2008 році в Сера проживало 550 ченців.

## Історія
Історія монастиря тісно пов’язана з Майстром Ламою Цонкапою (1357–1419), засновником ордену Гелукпа, шанованим і високоосвіченим гуру в буддистських писаннях. Саме під його божественним опікою його учень Джетсун Кункхен Лодро Рінчен Сенге заснував комплекс монастиря Сера Джей на початку 15 століття нашої ери. Кункх'єн Лодро Рінчен Сенге спочатку служив учителем у монастирі Дрепунг, перш ніж сформувати Сера Джей. Релігійна легенда, яка розповідає про те, як було обрано місце, була видінням ясновидця, яке мав Цонкапа, у якому він побачив повний текст 20 шлок Праджняпараміти про Шуньяту, підписаний на небі. Це психічне заклинання дало йому повне уявлення про текст Tsawasehrab (Основи мадх'яміки або шуньяти). Крім того, він також сприйняв «бачення дощу, схожого на букви «AA», що спускаються з неба». Лише через 12 років один із його учнів, Джамчен Чодже, здійснив пророцтво свого гуру, заснувавши Сера Дже як центр вивчення повних вчень і практик традиції Махаяни.
Тодішній король Недонг Дагпа Г'ялцен підтримав благородне підприємство необхідними фінансами, а також у 1419 році провів церемонію закладки фундаменту для будівництва монастиря. Подальші деталі щодо розвитку будівлі, включаючи встановлення священних зображень/ідолів та інших об’єктів поклоніння, були завершені відповідно до найвищих побажань великого Лами Цонкапи. Невдовзі монастир став відомий як «Осідок Текчен Лінга (традиції Махаяни)». Інша версія назви «Сера», яка стала використовуватися як префікс «Монастир», полягає в тому, що його місце було оточене кущами малини, які тибетською називають «Сева», що утворилося як «Рава» на тибетській, що означає «Огорожа».

### Події після 1959 року
14-й Далай-лама втік до Індії в 1959 році і попросив там притулку. Починаючи з 18 березня, монастир Сера-Джей піддався бомбардуванню , що призвело до загибелі сотень монахів (у 1959 році кількість ченців, що проживали в Сера-Джей, становила 5629), крім знищення стародавніх текстів і втрати незліченної кількості, безцінні, старовинні та античні твори мистецтва. Багато з тих, хто вижив (монахів і простих людей) після нападу китайців, утекли до Індії, за суворих зимових погодних умов, через Гімалаї. Після цього масового втечі людей з Тибету (включаючи кілька сотень Сера Джей лам, гешів і монахів), коли вони прибули до Індії, їх переселили в Білакуппе поблизу Майсура, штат Карнатака, серед багатьох інших місць, розкиданих по всій країні, як одне ціле. ексклюзивних тибетських закладів за готової допомоги від уряду Індії. Саме в 1970 році група з 197 ченців Сера Джей і 103 ченців Сера Мей заснували спеціальний монастир у переселенні Білакуппе як аналог тибетського монастиря Сера Джей. Оскільки жоден із ченців Нгагпа Драцанга (Тантричний коледж) не пережив вторгнення, в Індії були відновлені лише коледж Сера Мей і Сера Джей. Зараз у монастирі Білакуппе проживає 5000 буддистських ченців, серед яких деякі мігранти та багато інших тибетців, які не народилися на батьківщині своїх предків.
 
На лісових землях, виділених урядом Індії, було засновано два відділи монастиря Сера, що представляють ченців-мігрантів із тибетських коледжів Сера Дже та Сера Ме; 193 монахи Sera je отримали 147,75 акра (59,79 га) і 107 ченців Сера Ме отримали наділ балансової території. Крім того, за гранти уряду Індії було побудовано 38 багатоквартирних будинків, щоб монахи могли проживати та виконувати своє покликання чернецтва в поєднанні з обробітком навколишньої виділеної землі для вирощування продовольчих культур для виживання. Добре заснований як організований монастир завдяки відданим зусиллям монахів, Молитовний зал зборів, який міг вмістити 1500 ченців, також був завершений у 1978 році. Зараз цей монастир є вузловим монастирем, який належить до кількох менших монастирів, розташованих у різних регіонах Тибету; Його популярність можна оцінити тим, що зараз тут проживає 3000 або більше ченців. Підбадьорений цим успіхом і враховуючи тиск на існуючу інфраструктуру, додатковий, набагато більший і вражаючий актовий зал (розміром 23 275 квадратних футів (2 162,3 м2), 31 фут (9,4 м) високий зі 110 стовпами) був побудований, який може вмістити 3500 ченців, щоб зібратися для молитов. Завдяки цій розробці Sera тепер має два аспекти: оригінальну «Tibetan Sera» та Bylakuppe «New Sera» «тибетської діаспори» з аналогами Jé, Mé monasteries, а також нещодавно доданим аналогом коледжу Ngakpa. Чернеча громада Сера-Індія монастиря Білакуппе стала глобальною завдяки своїй місіонерській діяльності, заснувавши «центри дхарми» в багатьох частинах світу, таким чином усунувши культурну ізоляцію Тибету до 1959 року.

## Географія
Монастир розташований на північній околиці Лхаси, столиці Тибетського автономного району. Побудований у 1419 році, він займав площу 28 акрів (11 га). Його географічне розташування знаходиться біля підніжжя гори Пубучок, також відомої як пагорб Татіпу, розташованої в північному передмісті міста Лхаса, яка утворює вододіл басейнів, утворених річками Кий Чі та Пенпо Чу.

## Архітектура
Монастирський комплекс, що охоплює 28 акрів (11 га) землі, на його ділянках розмістилися кілька установ. Визначними спорудами були Кочен Хол Цокчен (Великий зал зборів), три Чжацанг (коледжі) і Камцун (гуртожиток), також званий Хомдонг Кангцанг. У головному залі можна було побачити у великій кількості священні писання (написані золотим порошком), статуї, ароматні тканини та фрески. Наведені тут описи стосуються сценарію, який існував у монастирі до вторгнення Китаю в 1959 році, але більшість монастирів, як стверджується, відновлено, хоча кількість монахів вважається невеликою.

### Велика актова зала

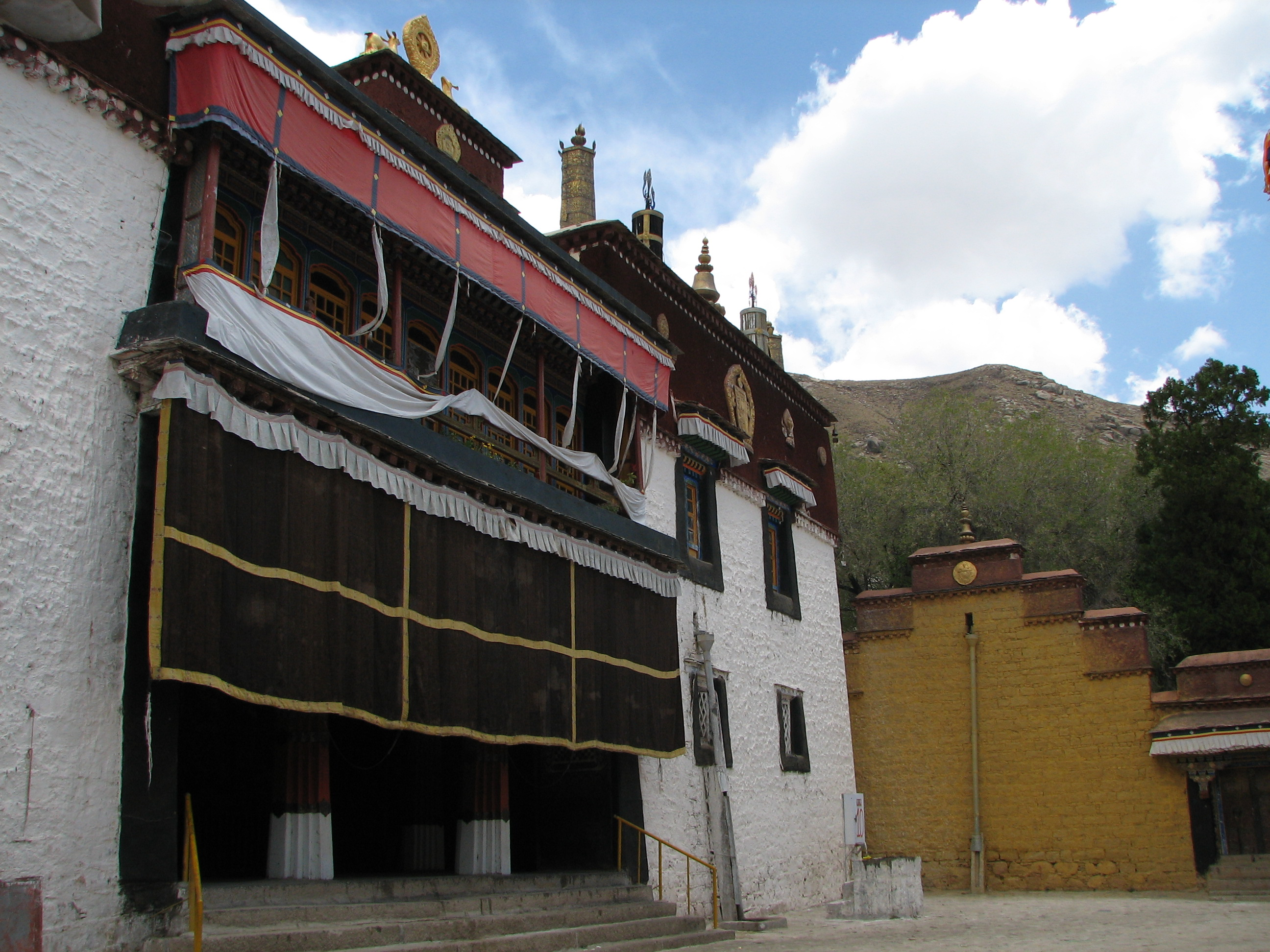
Монастир Сера

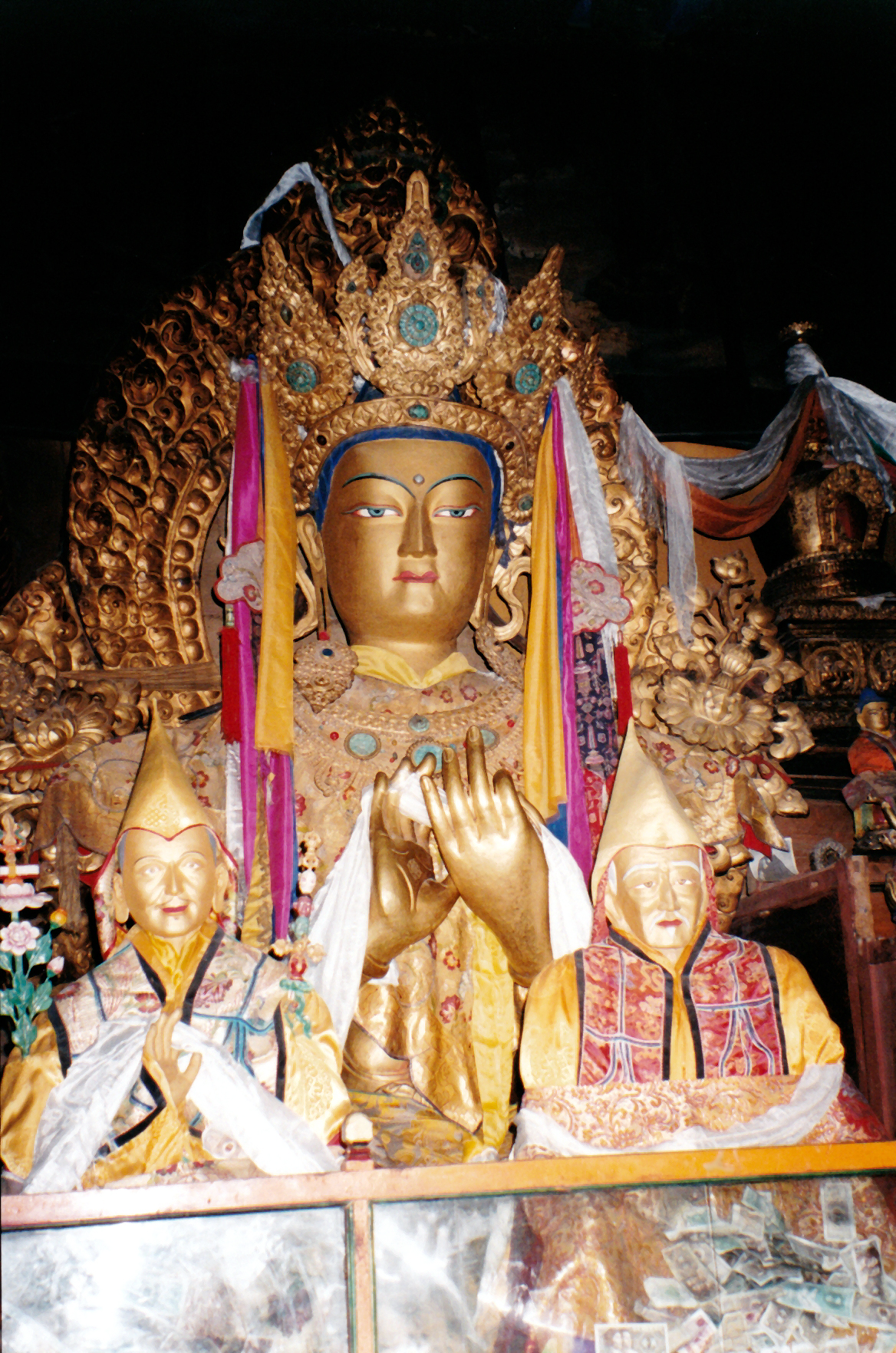
Позолочені зображення бодхісаттви та лам у монастирі Сера

Великий зал зборів, «Цокчен» або «Кокен Хол», датований 1710 роком, чотириповерхова будівля на північний схід від монастиря, обличчям на схід, є місцем, де проводяться кілька релігійних ритуалів і обрядів. Зал мав площу 2 000 квадратних метрів (22 000 фут2), побудований із 125 стовпів (86 високих і 39 коротких колон) і був побудований Лхазангом Каном. Вхідний портик мав десять колон. У п'яти каплицях цієї будівлі є статуї або зображення Майтрейї, Шак'ямуні, Архатів, Цонкапи та Гуаньїнь з тисячею рук і одинадцятьма обличчями. Стародавні та делікатно написані писання «Ганґюр Трипітаки» також написані «Ганджур» (датовані 1410 роком) у 105 томах (оригінал 108 томів), написані тибетською мовою, є цінним надбанням монастиря. Кажуть, що Ченчжу, імператор династії Мін, подарував ці писання (надруковані на дерев'яних блоках із золотою обкладинкою, вигравіруваною червоним лаком і виготовлені в Китаї) Джамчену Чоджей, будівельнику монастиря.
Вхід до залу здійснювався через портик, побудований на 10 колонах. Великі аплікації Тхангка були підвішені до стелі на бічних стінах. Мансардне вікно в центрі забезпечувало світло в залі протягом дня. Центральним образом обожнював образ засновника монастиря Джамчен Чодже Шак'я Єше. Інші встановлені божества були Майтрейї (5 метрів заввишки та позолочений), оточений статуями двох левів, Далай-лам V, VII та XII, Цонкапи (з його улюбленими учнями), Чокі Г'єлцена, Десі Санг'є Г'ятсо та багатьох інших.
Послідовно розташовані три внутрішні каплиці: Джампа Лхакханг, Нетен Лхакханг і Джігдже Лхакханг. A 6 метрів (20 фут) високе зображення Майтрейї було обожнено в Джампа Лхакханг, сидять вісім Бодхісаттв, заповітний Каг’юр і охороняються Хаяґрівою та Акалою біля входу. Джігдже Лхакханг містить зображення Бхайрави з його дружиною Бхайраві, Шрі Деві та інших божеств-захисників.
На другому поверсі було три каплиці: Zhelre Lhakhang, звідки можна було побачити Майтрейю з тисненням маленького Цонкапи на серці; Ту-дже Ченпо Лхакханг, який мав Авалокітешвару з одинадцятьма обличчями (знайдено в Павангці), Тару та шестирукого Махакалу. Ідол Будди Шак'ямуні, оточений зображеннями лам Гелукпа, був розміщений у Шак'ямуні Лхакханг.
Третій і четвертий поверхи використовувалися як приватні квартири для Далай-лам і наставників Головного залу зборів.

### Сера Ме Трацанг

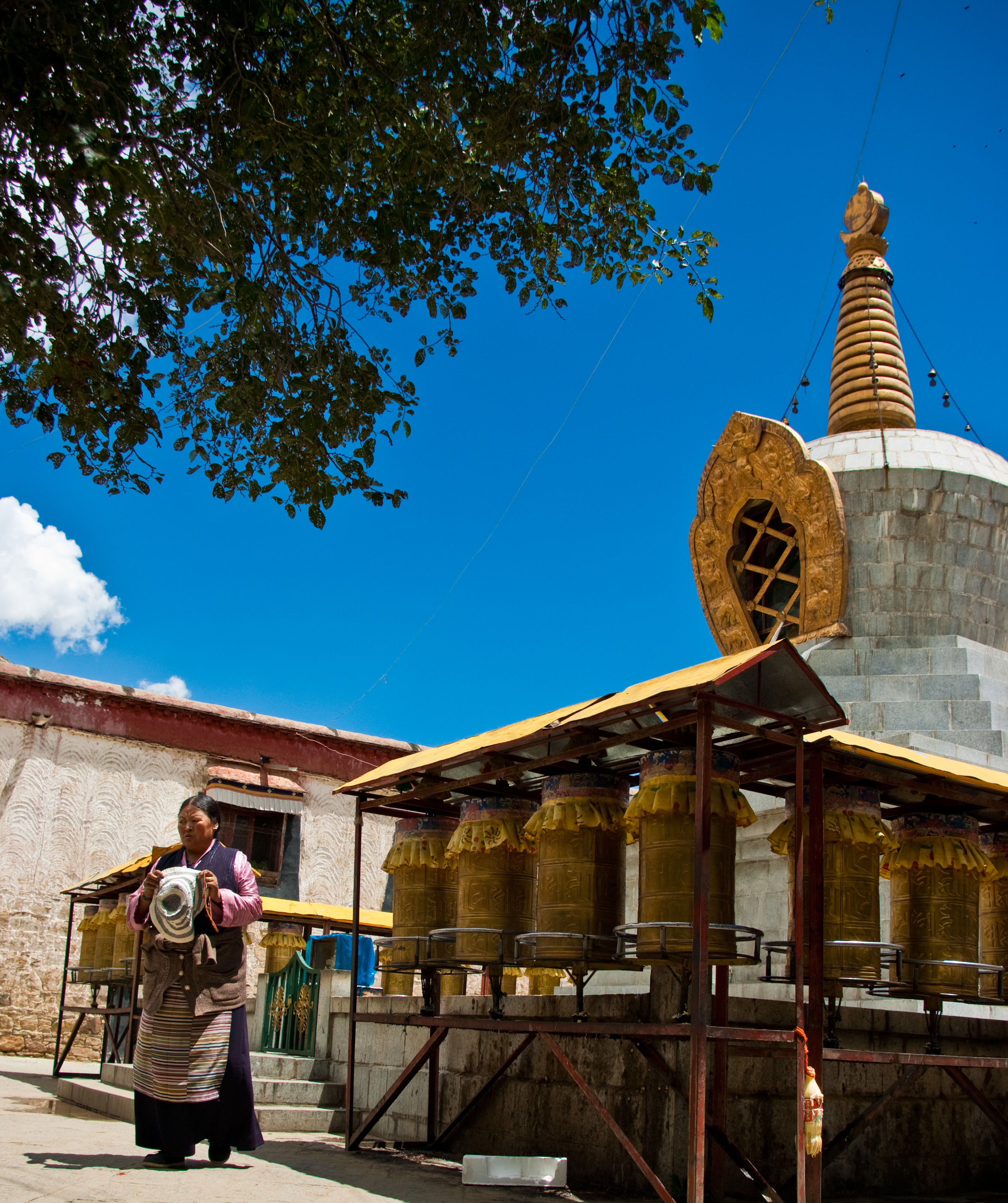
Монастир Сера, 2008

Sera Me Tratsang або Sera Me Zhakan був найстарішим коледжем, побудованим тут. Він був заснований у 1419 році під час правління династії Мін, спочатку для початкової або базової освіти в буддійській релігії. Коледж прийняв поетапний підхід до вивчення буддійських доктрин; практика, характерна для секти Гелукпа або Жовтого капелюха тибетського буддизму. Коледж був побудований на площі 1,600 квадратного метра (17,22 фут2) з 30 житловими одиницями. Однак у 1761 році блискавка влучила в головний зал, який був перебудований у 1761 році. Остаточно відремонтований зал мав 70 стовпів (8 високих і 62 короткі стовпи), на яких розташовувалася галактика статуй буддійських гуру з головним божеством Будди Шак'ямуні, зроблених з міді. Іншими бодхісаттвами, закріпленими разом із головним божеством, були Майтрейя, Манджушрі, Аматьяс, Бхавішьягуру, Цонкапа (зі своїми учнями), Далай-лама VII, Паванга Рінпоче та кілька інших колишніх викладачів коледжу.
У коледжі було п’ять каплиць із безліччю статуй і фресок, які із заходу на схід були: Тавок Лхканг із зображеннями Тавока, божества-захисника сходу, Дже Рінпоче Лхакханг із зображеннями Цонкапи та Шак’ямуні, Нетен Лхакханг із зображеннями Будди Три часи в компанії «Шістнадцяти старійшин», зображених у їхніх гірських печерах, томи священного тексту Праджняпараміта; Jowokhang з великим зображенням Будди (замінив попередній образ Miwang Jowo Shakyamuni) разом із вісьмома бодхісаттвами та воротарями Hayagriva та Acala; і Tsongkhapa Lhakhang, остання каплиця праворуч, з кількома зображеннями – Дже Рінпоче, Атіша, Дромтонпа, Далай Лами I-III, Далай Лама V, Джамчен Шак’я Єше, Г’єлцен Зангпо (перший вчитель Сера), Кункхен Джангчуб Пенпа (засновник Sera Me) та багато іншого.

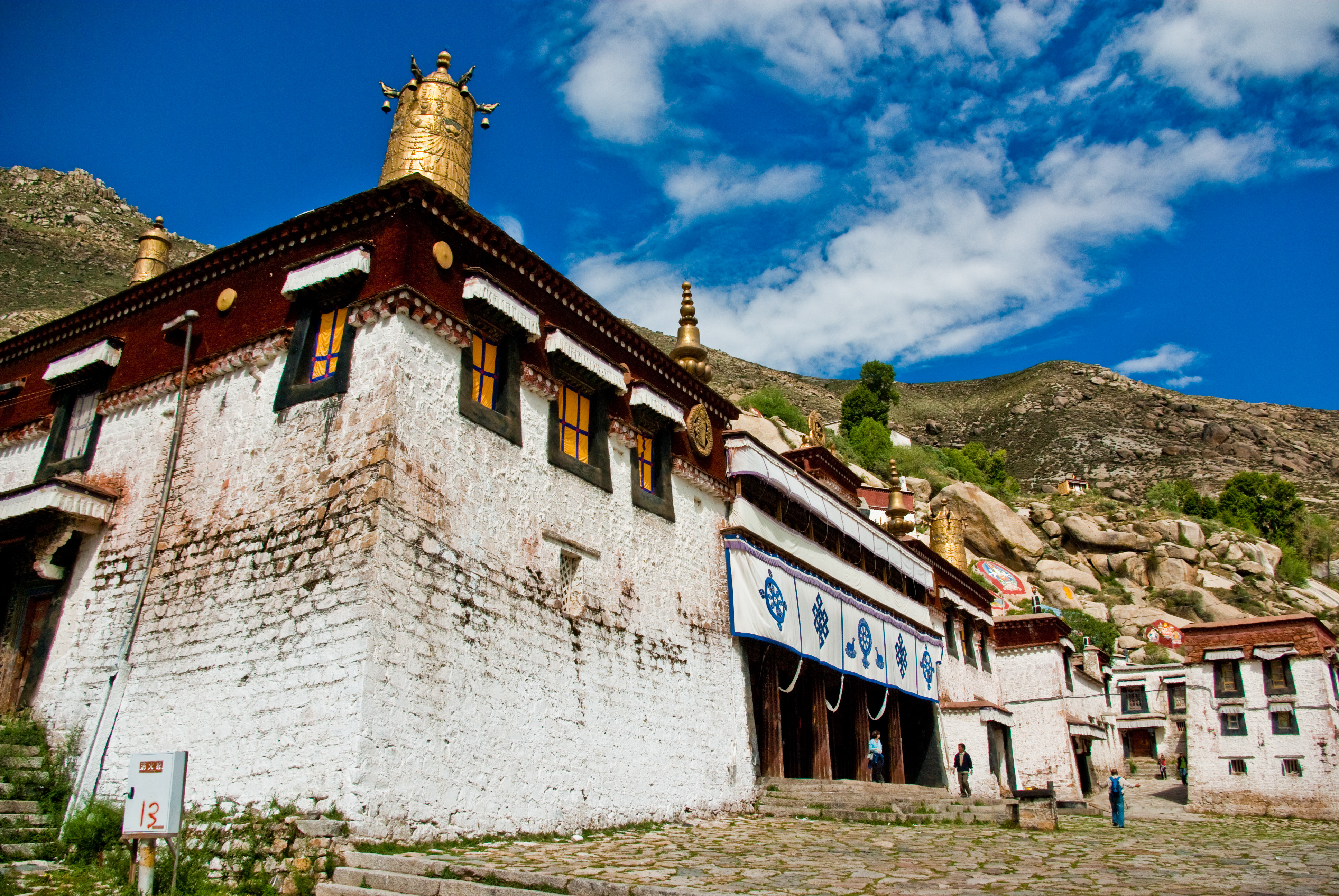
Кокен Холл.

### Коледж Сера Дже
Сера Дже Трецанг (Коледж) або Zhekong, найбільший коледж у комплексі Sera, має площу 17 000 м2 (180 000 кв. футів). Спочатку це була триповерхова будівля; четвертий поверх був доданий у 18 столітті шляхом зміцнення будівлі загалом 100 колонами. У ньому була статуя Хаягріви (як кажуть, була виліплена самим Лодро Рінченом із позолоченої міді), також відома в народі як Авалокітешвара, яка вважалася божеством-захисником монастиря. Цьому гнівному божеству поклонялися як розсіювачу перешкод із цілющою силою. Токден Йонтен Гонпо першим поклонявся цьому божеству і за божественним наказом присвятив своєму синові Кункхепі дотримуватися цієї традиції. Кунхепа, з благословення лами Цонкапи, інституціоналізував ім'я Хаягріви або Тамдіна Янсанга як верховного божества-захисника монастиря. В актовій залі коледжу були зображені фрески життєвих досягнень Будди, престоли Далай-лам і Панчен-лам; на його північній стіні можна побачити ступи (релікварії) і зображення Далай-лами VIII і Далай-лами XIII, Ретінга Телкуса II і IX і Лодро Рінчена (засновника Sera).

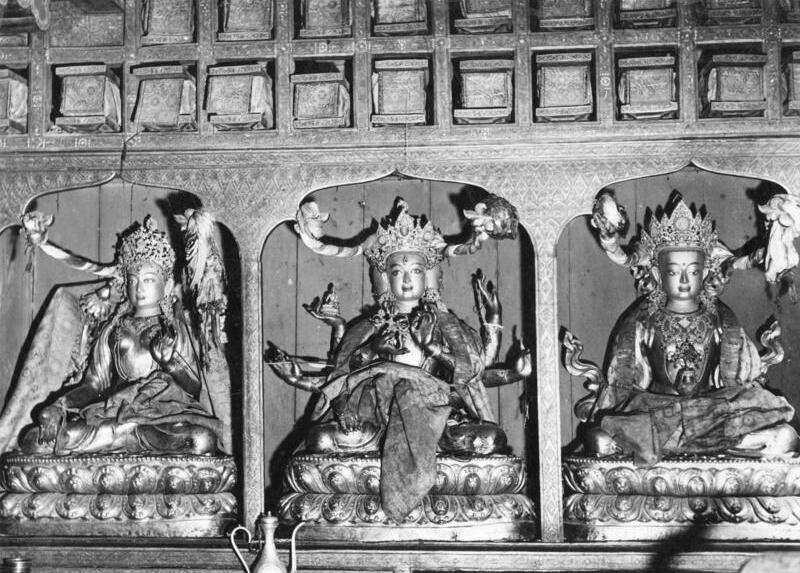
Зображення божеств у каплиці в Сера

Каплиці, які обходили послідовно, це: Dusum Sangye Lhakhang, де містилися статуї «Будд трьох часів» і восьми бодхістав; Тамдрін Лхакханг містив головне зображення Хаягріви; Jhampa Lhakhang містив зображення Майтрейї, одинадцятиликого Махакаруніки та Цонкапи з його учнями серед бажаної бібліотеки; Цонкапа Лхакханг із зображеннями Цонкапи з його кращими учнями, головними ламами Сера Дже, Нагарджуною та іншими буддистськими коментаторами Індії, воротарями Хавагрівою та Акалою; Джампеянг Лхакханг на північному сході мав два зображення Манджушрі, один у Дхармачакрамудри (поза вчителя), дивлячись на подвір’я для дебатів.
На другому поверсі монастиря на заході, який називається Зелре Лхаханг, представлений огляд головного зображення Хаягріви на поверсі нижче, а також невелике зображення Дев'ятиголового Хаягріви разом із зображеннями Падмасамбхави, 5-го Далай-лами та божеств-захисників. Поверхом вище був Намг’єл Лакханг, а останнім поверхом — житлові приміщення Далай-лам і вчителів Сера Дже.

### Нгакпа Трацанг

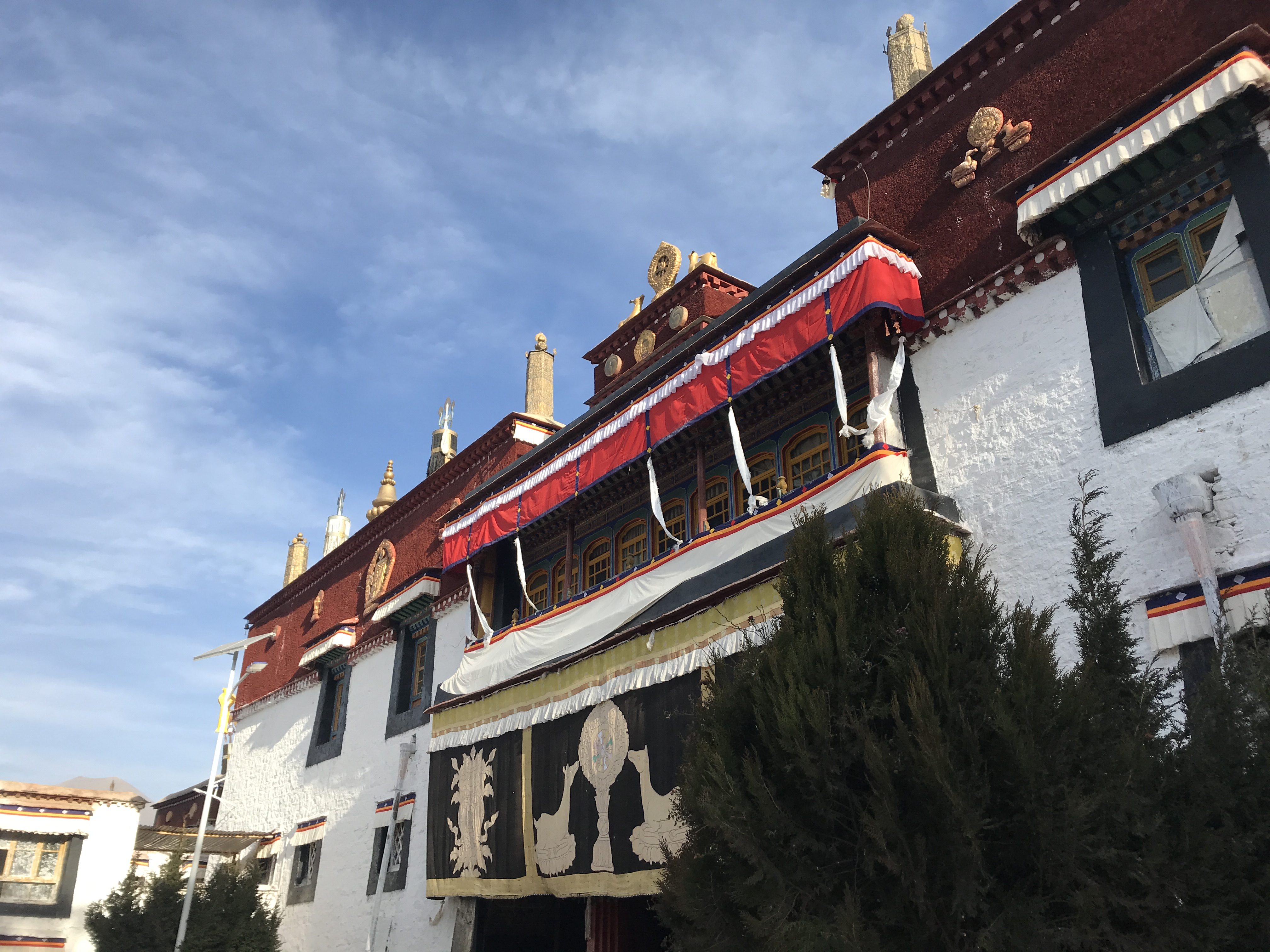
Нгакпа Трацанг.

Нгакпа Трацанг, також пишеться Ngaba Zhacang, був найменшим з трьох коледжів, які були створені в комплексі. Це була триповерхова будівля, спочатку побудована в 1419 році Jetsun Kunkhen Lodroe Rinchen Senge. Він був відремонтований у 18 столітті Лхазанг-ханом. Коледж, присвячений тантричним дослідженням, мав актовий зал і дві каплиці на першому поверсі. Актовий зал був побудований з чотирьох високих і 42 коротких колон з вишукано різьбленими капітелями. Головним зображенням у центрі залу був Джамчен Чоджей (у чорному капелюсі), засновник монастиря. Вважалося, що імператор Юнле (1360–1424) подарував це зображення Сері. Інші зображення, закріплені в залі, були Майтрейя, Г’єлцен Зангпо (перший релігійний учитель Сера), Паванка Рінпоче, Цонкапа (зі його головними учнями), Далай-лама XIII, Чок’ї Г’єлцен і Лодро Рінчен (засновник Сера Дже). У двох каплицях було багато статуй; у каплиці Нетен Лхакханг Будди Шак'ямуні разом із зображеннями 16 старійшин у подвійних серіях (верхня серія виконана в тибетському стилі, а нижня серія в китайському лаку, подарованому китайським імператором); а в каплиці Джігдже Лакханга зберігається зображення Бхайрави 15-го століття разом із зображеннями Махакали, Дхармараджа, Шрідеві та багатьох інших. У той час як третій поверх був резиденцією Далай-лами, на другому поверсі були зображені Амітаюс, а також вісім «Будд-лікарів», а також релікварії (ступи) Г’єлцена Зангпо та Джецуна Чокі Г’єлцена. Однак, згідно з повідомленнями, цей коледж був зруйнований, і всі монахи-резиденти також загинули під час бомбардування, здійсненого китайцями в 1959 році.

### Homdong Khangtsang
Homdong Khangtsang, тибетською мовою також пишеться як «камцуни», є основними житловими одиницями або гуртожитками, в яких проживають ченці монастиря; є тридцять три камцуни, що оточують центральний двір. Розмір камчунів був різним залежно від чисельності ченців, які проживали в них. Монахи одного села проживають разом; однак кожному монаху дається окрема келія. Кожен Kamcun також має молитовний зал для ексклюзивного вивчення буддистської доктрини, а також має прибудований чайний будиночок. Однак у головній залі для зборів були незначні зображення Цонкапи, Чої Г’єлцена, Будди Шакх’ямуні, трьох божеств довголіття та дві внутрішні каплиці – Джампакханг із «говорячим» зображенням Тари (захисника джерел у Сері) та Лами Тубтен Кунга (який реконструював Сера Ме) і каплиця Гонкханг із зображенням божества-захисника Г'єлчен Карма Трінле.

#### Чодінг Кханг
Чодінг Кханг - це скит, розташований відразу за Великим залом зборів (на схилі пагорба Сера Утсе). Саме тут медитував Дже Цонкапа. До скиту можна потрапити по дорозі, де наскельне зображення Цонкапи, Джамчена та Дхарми Раджі (захисника) видно по боках східчастих підходів уздовж маршруту. На місці старого скиту, зруйнованого під час революції, споруджено новий будинок. Нижче скиту знаходяться Верхній тантричний коледж (Гюто) і Нижній тантричний коледж (Гю-ме) Лхаси). Подальший підйом на пагорб веде до печер, де медитував Цонкапа.

## Дебати
Дебати серед ченців щодо буддистських доктрин є невід’ємною частиною навчального процесу в коледжах комплексу монастиря Сера. Це сприяє кращому розумінню буддійської філософії для досягнення вищих рівнів вивчення. Кажуть, що ця зразкова традиція дебатів, доповнена жестами, є ексклюзивною для цього монастиря серед кількох інших монастирів Лхаси. Відвідувачі також стають свідками цих дебатів, які проводяться за встановленим розкладом щодня на «Дискусійному дворику» монастиря.

### Процедури та правила
Дебати між монахами розгортаються в присутності їхніх вчителів, з дуже добре встановленими правилами процедури для захисника та запитувачів. Традиція таких дебатів походить від стародавнього «індуїстського православ’я» в Індії, і ця практика проникла в буддійську ортодоксию Тибету у восьмому столітті. Зазвичай такі дебати відбуваються на території монастиря. На захисника покладається обов'язок доводити свою точку зору щодо предмета, який пропонується для обговорення. Дебати відкриваються зверненням до Манджушрі, прочитаним гучним і високим тоном. Ролі сперечальника та питаючого чітко визначені; запитувач має стисло викласти свою справу (все на теми, пов’язані з буддизмом), а захисник має відповісти протягом фіксованого часу. Завершенням дебатів є конкретні відповіді на зразок: «Я приймаю (роблю), причина не встановлена (ta madrup) або немає проникнення (Kyappa majung)». Часто обговорювані питання мають на меті ввести захисника в оману. Якщо захисник не відповідає протягом певного часу, це свідчить про насмішку. У тибетських дебатах немає ролі свідка і зазвичай немає судді. Це призводить до «суперечливості думок учасників і слухачів». Однак, коли є пряме протиріччя з боку захисників, результат формально вирішується.

## Фестивалі
У монастирі проходить вражаючий фестиваль, відомий у народі як «фестиваль Сера Бенґкін», який відвідують переважно ченці та віруючі. Фестиваль проводиться десь у лютому за григоріанським календарем, що відповідає конкретній даті, встановленій монастирем за тибетським календарем . У день фестивалю товкач Дордже урочисто переносять до Палацу Потала. Далай-лама молиться Будді про дарування сили та благословляє товкач. Після цього Кхенпо (президент) Нгаба Чжаканг ненадовго кладе товкачик на голови монахів і учнів.

## Видатні випускники
Серед відомих на Заході випускників Сера Джей
і Мей Коледж:
- Геше Нгаванг Цонду, Мудрість Стейтен-Айленда, Дхарма-центр, Фабрика медитації та Тибетський дім, Нью-Йорк[22].
- Геше Лхундуб Сопа, почесний професор Університету Вісконсіна, Медісон[23].
- Геше Рабтен, видатний монах, який керував буддійським центром Тарпа Хлоінг у Мон-Пелеріні, Швейцарія[24].
- К'яб'є Чоден Рінпоче, представник Сера Джей у дебатах на іспитах 14-го Далай-лами з геше; відомий учений і йог, який провів 19 років у самотньому темному усамітненні[25][26].
- Лама Тубтен Єше, засновник Фонду збереження традиції Махаяни (FPMT).
- Лама Тхубтен Зопа Рінпоче, учень Лами Єше і нині директор FPMT[27].
- Пабонкапа Дечен Ньїнгпо — автор «Визволення на вашій долоні» — високошанований лама, який жив наприкінці дев’ятнадцятого та на початку двадцятого століття і був духовним провідником Тріджанга Рінпоче, духовного провідника самого 14-го Далай-лами[28].
- Сермі Хенсур Рінпоче Геше Лобсанг Тарчін — колишній настоятель університету Сера Мей у Білакуппе[29].
- Геше Тензін Зопа, служитель геше-лами Кончога, і тема документального фільму 2008 року «Безпомилкова дитина».
- К'яб'є Кенсур Кангурва Лобсанг Тубтен Рінпоче, 69-й абат,[30] засновник Тибетської схеми спонсорства та Тибетського буддійського інституту

## Галерея

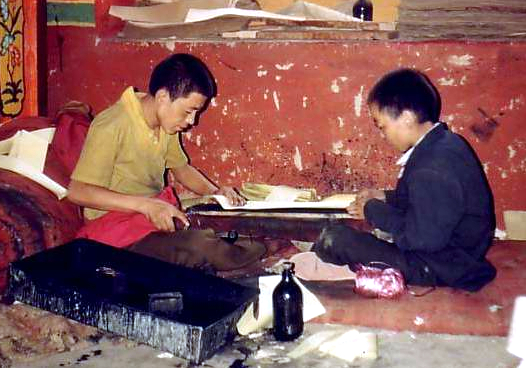
Молоді ченці друкують Святе Письмо. Монастир Сера, 1993
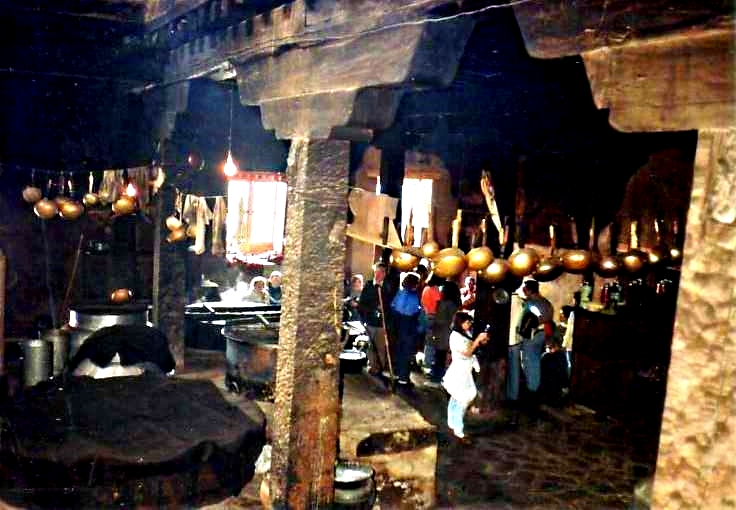
Кухня в монастирі Сера, 1993 рік
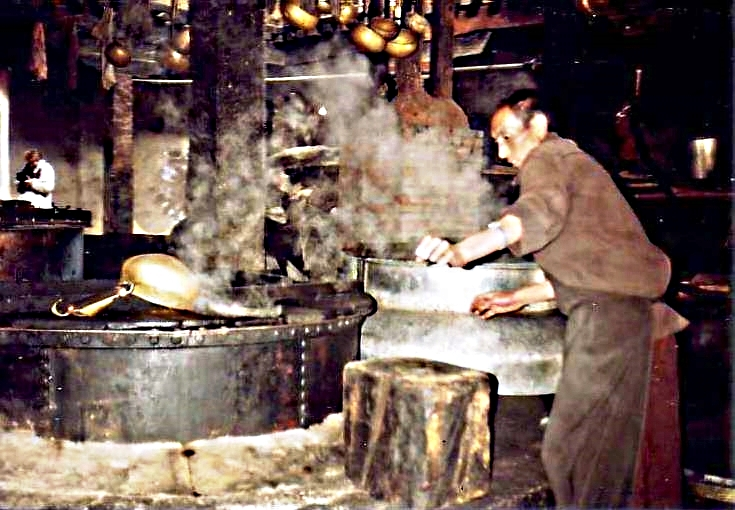
Кулінарія в монастирі Сера, Лхаса. 1993 рік
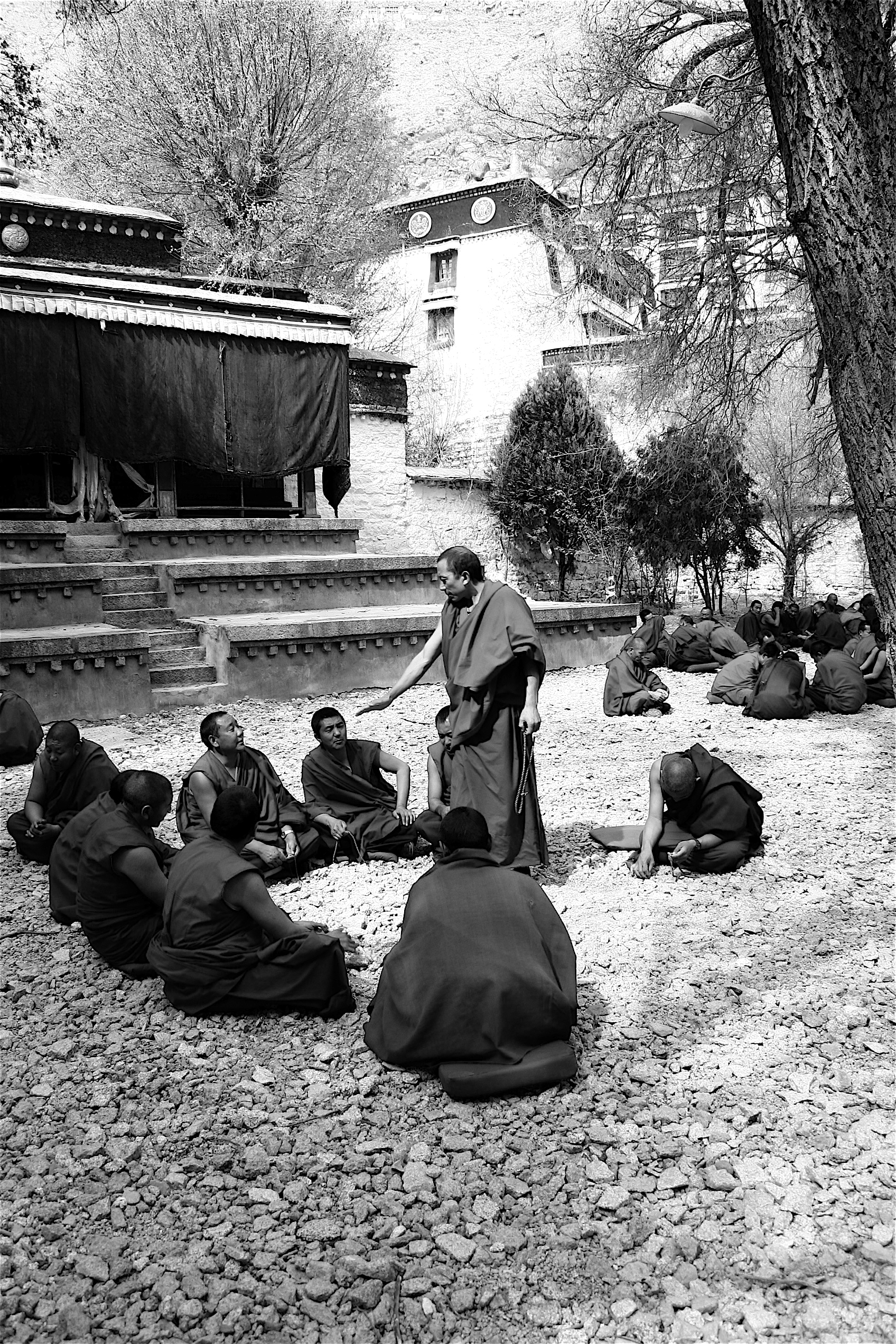
Монахи під час інтенсивної дискусії
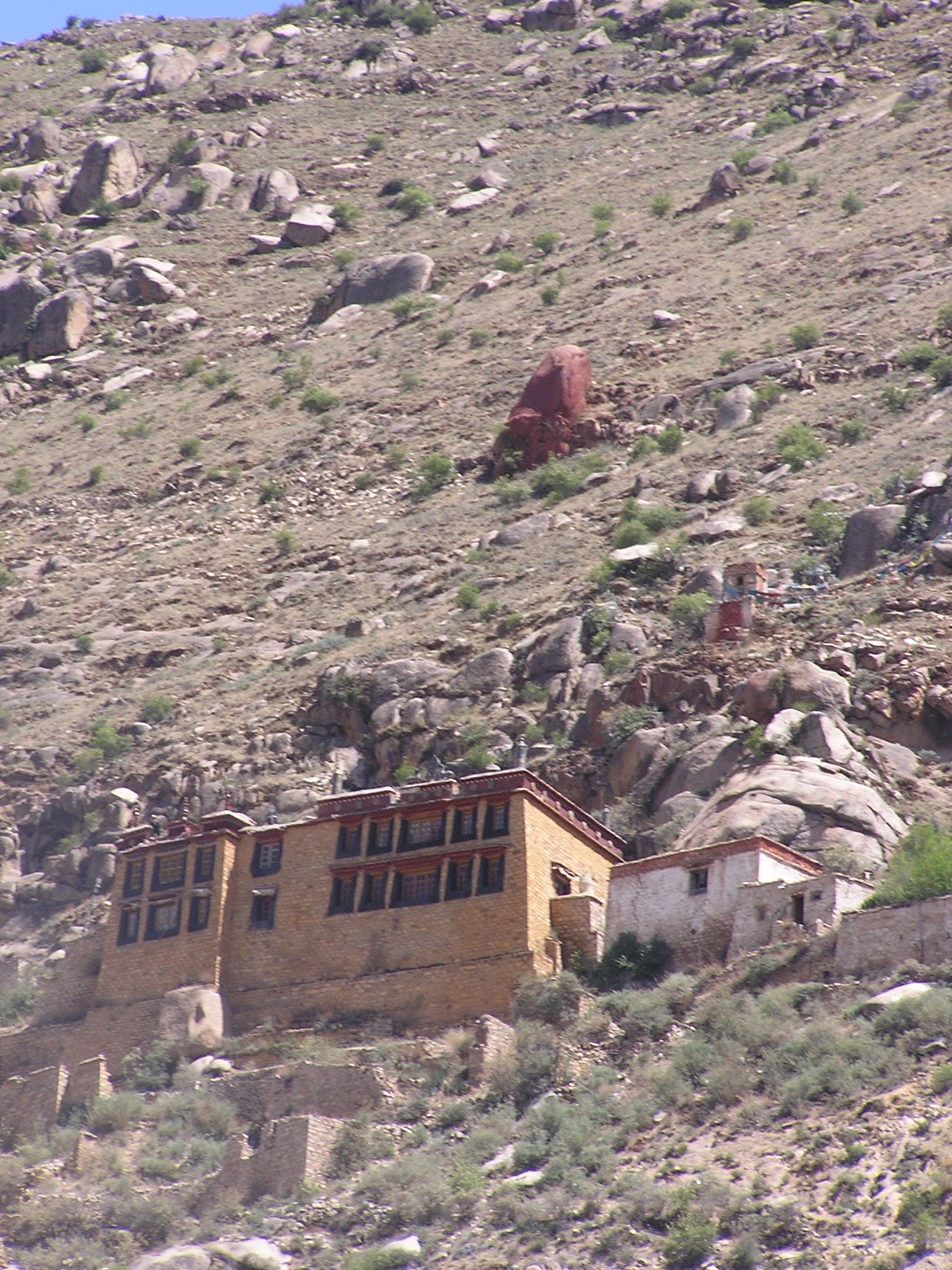
Сера Утсе Ермітаж
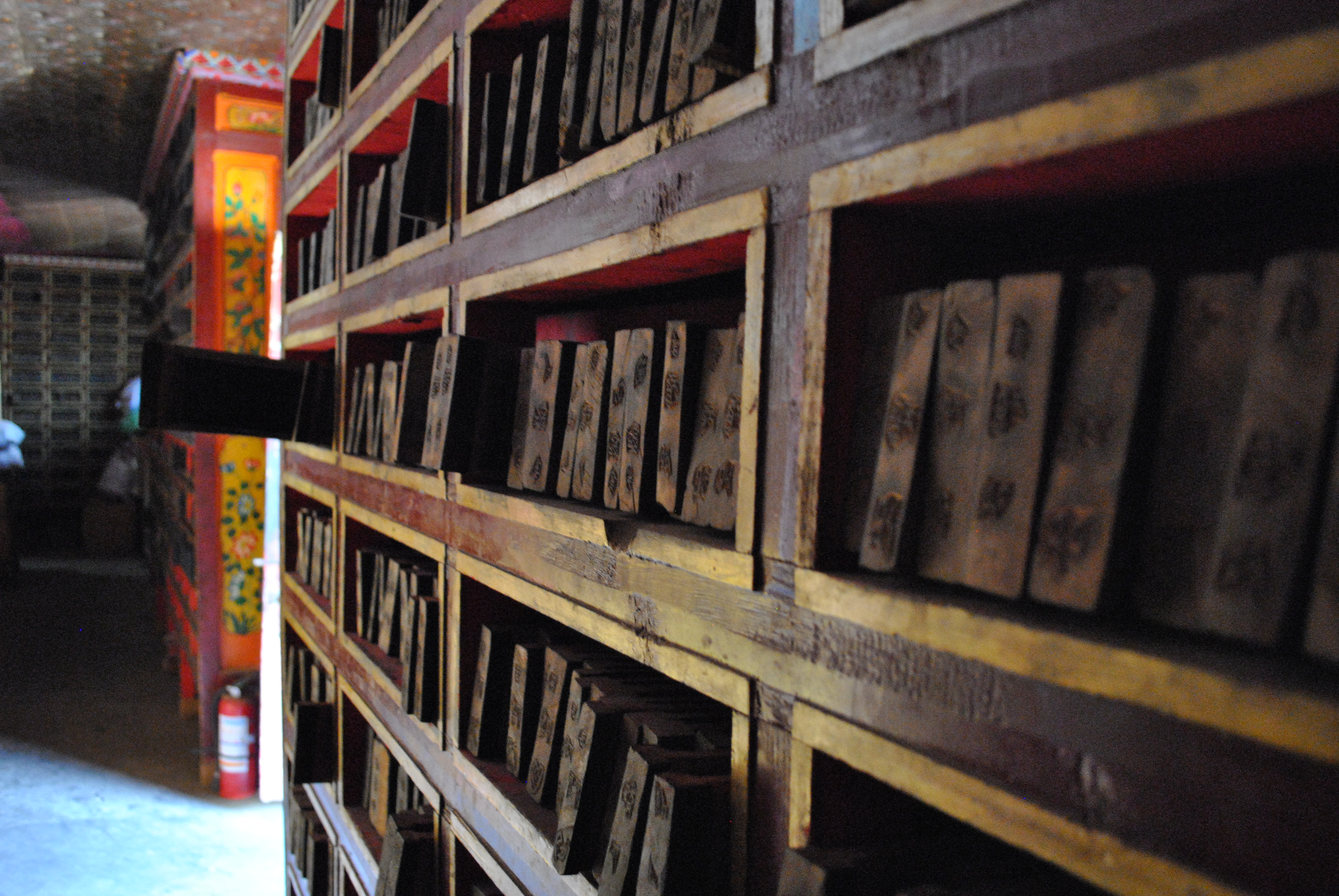
Дошки для друку, монастир Сера в Тибеті, 2013 р
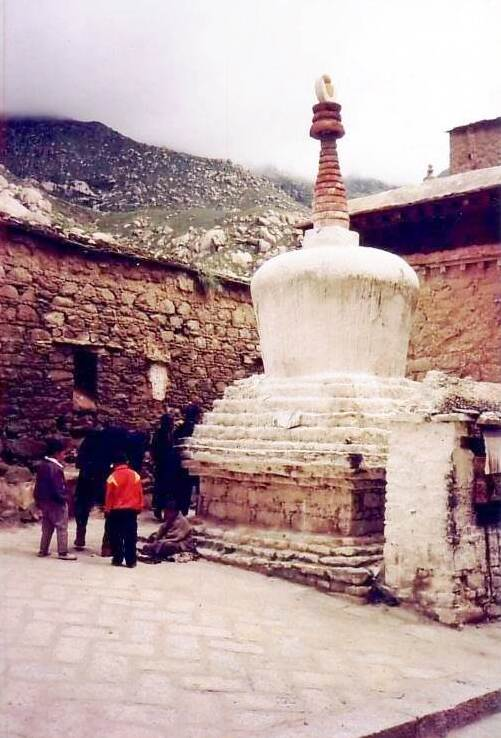
Старий Чортен у Сера, 1993

## Зноски
1. 1 2  中华人民共和国国务院 国务院关于公布第二批全国重点文物保护单位的通知 — 1982.
2. ↑  http://dtdj.cchicc.org.cn/#/stateprotect
3. 1 2 3  Buddhist Monk of Sera Monastery, Lhasa, Tibet. с. 9—12. Процитовано 9 лютого 2010.
4. 1 2 3 4 5 6 7 8 9 10 11  Travel China guide:Sera Monastery. Процитовано 27 лютого 2010.
5. 1 2 3 4  Dorje, Gyumye (1999). Tibet handbook: with Bhutan. Footprint Travel Guides. с. 119–122–130. ISBN 1-900949-33-4. Процитовано 26 лютого 2010.
6. ↑  Mayhew, Bradley; Michael Kohn (2005). Tibet. Lonely Planet. с. 123—125. ISBN 1-74059-523-8. Процитовано 1 березня 2010.
7. 1 2 3 4 5 6 7 8  Sera Jey Monastery: Introductory History. Sera Jey Monastery.org. Архів оригіналу за 22 жовтня 2009. Процитовано 9 лютого 2010.
8. 1 2  Introduction to Sera Monastery. Sera Monastery. Процитовано 27 лютого 2010.
9. ↑  Sera Monastery and the Sera Mey College. Процитовано 27 лютого 2010.
10. ↑  The Schedule of Debating Institutions. The Tibetan Himalayan Library. Процитовано 11 березня 2010.
11. ↑  Buddhist Monk of Sera Monastery, Lhasa, Tibet. Архів оригіналу за 15 червня 2011. Процитовано 9 лютого 2010.
12. ↑  Gibson, Jen. 1959 Uprising in Lhasa. Walleah Press. Процитовано 31 серпня 2022.
13. ↑  Rock, Sheila (2003). Sera: the way of the Tibetan monk. Columbia University Press. ISBN 0-231-12890-8. Процитовано 27 лютого 2010. Sera Monastery.
14. ↑  Buddhist Monks Wait at the Sera monastery in Lhasa, Tibet. Архів оригіналу за 15 червня 2011. Процитовано 9 лютого 2010.
15. 1 2 3 4  Dorje p.122
16. ↑  Dorje p.119
17. 1 2  Dorje p.120
18. ↑  Dorje p.120-121
19. 1 2 3 4  Dorje p.121
20. 1 2  Procedure and rules of debate. The Tibetan Himalayan Library. Процитовано 11 березня 2010.
21. ↑  The Physicality of Tibetan Debates. The Tibetan Himalayan Library. Процитовано 11 березня 2010.
22. ↑  Geshe Ngawang Tsondu. Teachings of Tibetan Buddhism. Staten Island Dharma Center. Архів оригіналу за 28 липня 2011. Процитовано 16 березня 2010.
23. ↑  Venerable Geshe Sopa Rinpoche. Foundation for the Preservation of Mahayana Tradition. Процитовано 10 квітня 2010.
24. ↑  Geshe Rabten Rinpoche. Rabten Choling Buddhist Centre for Higher Buddhist Studies. Архів оригіналу за 14 листопада 2008. Процитовано 16 березня 2010.
25. ↑  In Meditation for 19 years. 7 жовтня 2017.{{cite web}}:  Обслуговування CS1: Сторінки з параметром url-status, але без параметра archive-url (посилання)
26. ↑  Ananda Dharma Center, CA.
27. ↑  Lama Zopa Rinpoche's Teachers: Thubten Zopa Rinpoche. Процитовано 10 квітня 2010.
28. ↑  Pabongka Rinpoche's Biography. Lama Yeshe Wisdom Archive. 2010. Архів оригіналу за 10 червня 2011.
29. ↑  Sermey Khensur Lobsang Tharchin Rinpoche: 1921-2004. Процитовано 10 квітня 2010.
30. ↑  Ilia, Durovic; century, Ngawang dragpa, active 15th; Khensur Kangyur Lobsang thubten (2014). The Bodhicittavivaraṇa : with the interwoven commentary of Ngawang dragpa and the oral commentary of Khensur Kangyur Lobsang thubten. ISBN 9780987142108. OCLC 893526017.